# Итажаи (микрорегион)
Итажаи́ (порт. Microrregião de Itajaí) — микрорегион в Бразилии, входит в штат Санта-Катарина. Составная часть мезорегиона Вали-ду-Итажаи. 
Население составляет 	570 947	 человек (на 2010 год). Площадь — 	1 547,840	 км². Плотность населения — 	368,87	 чел./км².

## Демография
Согласно сведениям, собранным в ходе переписи 2010 г. Национальным институтом географии и статистики (IBGE), население микрорегиона составляет:						
| Полное население                             | Полное население                             | Полное население                             | Полное население                             | 570 947 |
| -------------------------------------------- | -------------------------------------------- | -------------------------------------------- | -------------------------------------------- | ------- |
| в том числе:                                 | Городское население                          | 542 000                                      | Процент городского населения, %              | 94,93   |
|                                              | Сельское население                           | 28 947                                       | Процент сельского населения, %               | 5,07    |
|                                              | Мужское население                            | 280 583                                      | Процент мужского населения, %                | 49,14   |
|                                              | Женское население                            | 290 364                                      | Процент женского населения, %                | 50,86   |
| Плотность населения, чел/км²                 | Плотность населения, чел/км²                 | Плотность населения, чел/км²                 | Плотность населения, чел/км²                 | 368,87  |
| Население микрорегиона в % к населению штата | Население микрорегиона в % к населению штата | Население микрорегиона в % к населению штата | Население микрорегиона в % к населению штата | 9,14    |

## Статистика
- Валовой внутренний продукт на 2003 составляет 3 468 036 302,00 реалов (данные: Бразильский институт географии и статистики).
- Валовой внутренний продукт на душу населения на 2003 составляет 7726,77 реалов (данные: Бразильский институт географии и статистики).
- Индекс развития человеческого потенциала на 2000 составляет 0,817 (данные: Программа развития ООН).

## Состав микрорегиона
В составе микрорегиона включены следующие муниципалитеты:
1. Балнеариу-Камбориу
2. Барра-Велья
3. Бомбиньяс
4. Камбориу
5. Ильота
6. Итажаи
7. Итапема
8. Навегантис
9. Пенья
10. Писаррас
11. Порту-Белу
12. Сан-Жуан-ду-Итапериу